# Церковь Димитрия на Поле
Храм Димитрия на Поле, или церковь Димитрия Угличского — приходской православный храм в городе Угличе Ярославской области. Входит в состав Угличского благочиния Переславской епархии Русской православной церкви.
До революции улица, на которой расположен храм, называлась Димитриевской.

## История
В 1729 году была построена кирпичная церковь, освящённая в честь царевича Димитрия Углицкого и святых Кирика и Иулиты.
Современный каменный храм был заложен в 1798 и достроен в 1814 году.
Внутри храма сохранились росписи 1836 года и собрание икон. В советское время храм не был закрыт и оставался единственным действующим в городе.
Стенные росписи церкви были отреставрированы в 1986 году под руководством Е. М. Масловой. В 1989 году храму передана из Спасо-Преображенского собора рака с мощами князя Романа Владимировича.

## Архитектура
Основной кубический объём (четверик) соединён с трапезной и колокольней. В убранстве церкви использованы классические формы и приёмы: примерами служат тосканские колонны, расположенные перед четвериком фронтоны, карнизы, пилястры и оформление колокольни.
Памятник архитектуры регионального значения.

## Реликвии
У правого клироса находится рака с частицей мощей Димитрия Угличского и плащаница. Рядом стоит ковчег с мощами благоверного князя Романа Угличского.

## Часовня Димитрия Царевича
На расстоянии 20 м от храма находится одноимённая часовня (57°31′03″ с. ш. 38°19′35″ в. д.). Небольшое кирпичное строение, перестроено в 1902 году из здания сторожки. Имеет квадратный объём, обработанный лопатками. Над фасадами невысокие вогнутые кокошники, завершённые главками.

## Галерея

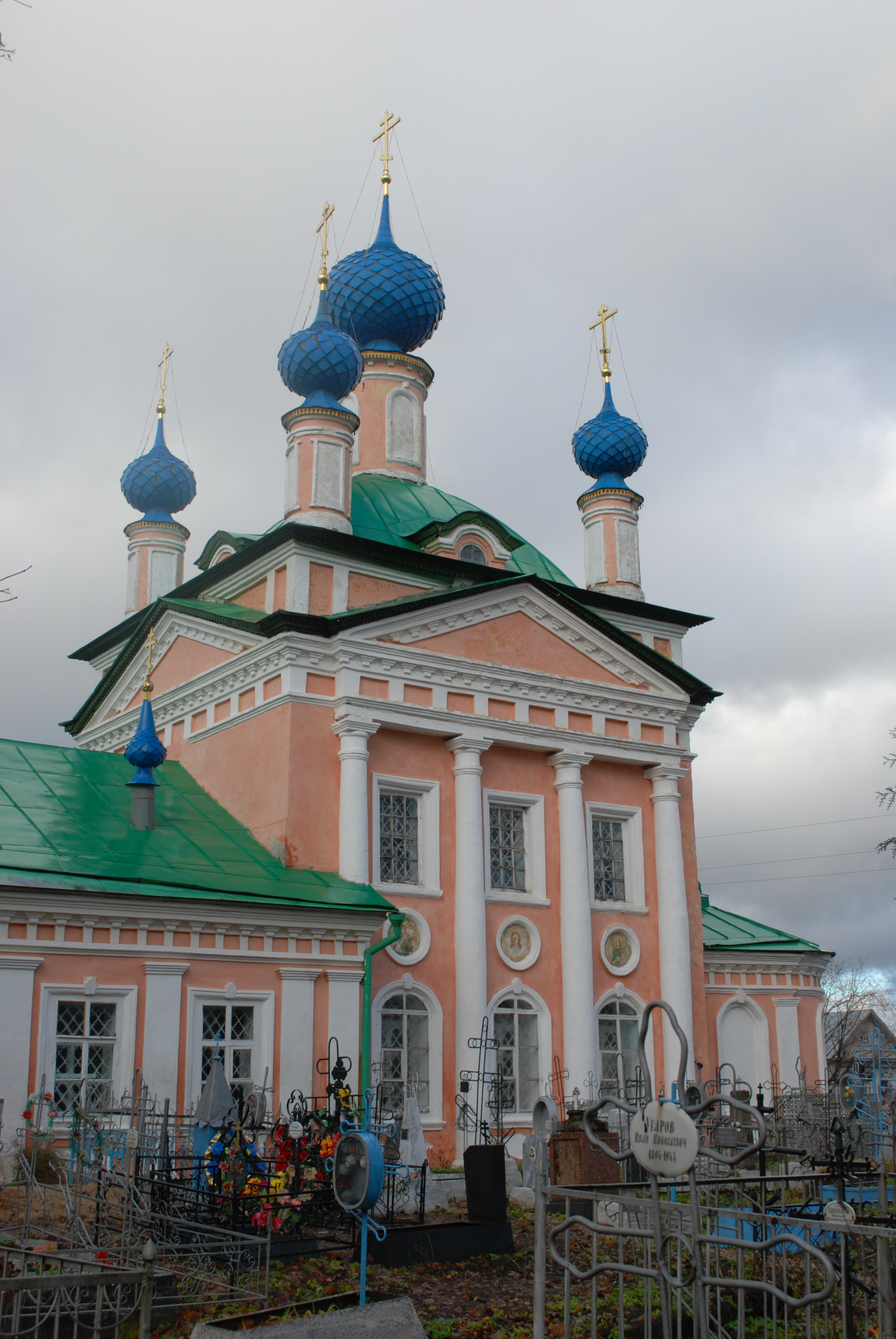
Храм в 2010 году.
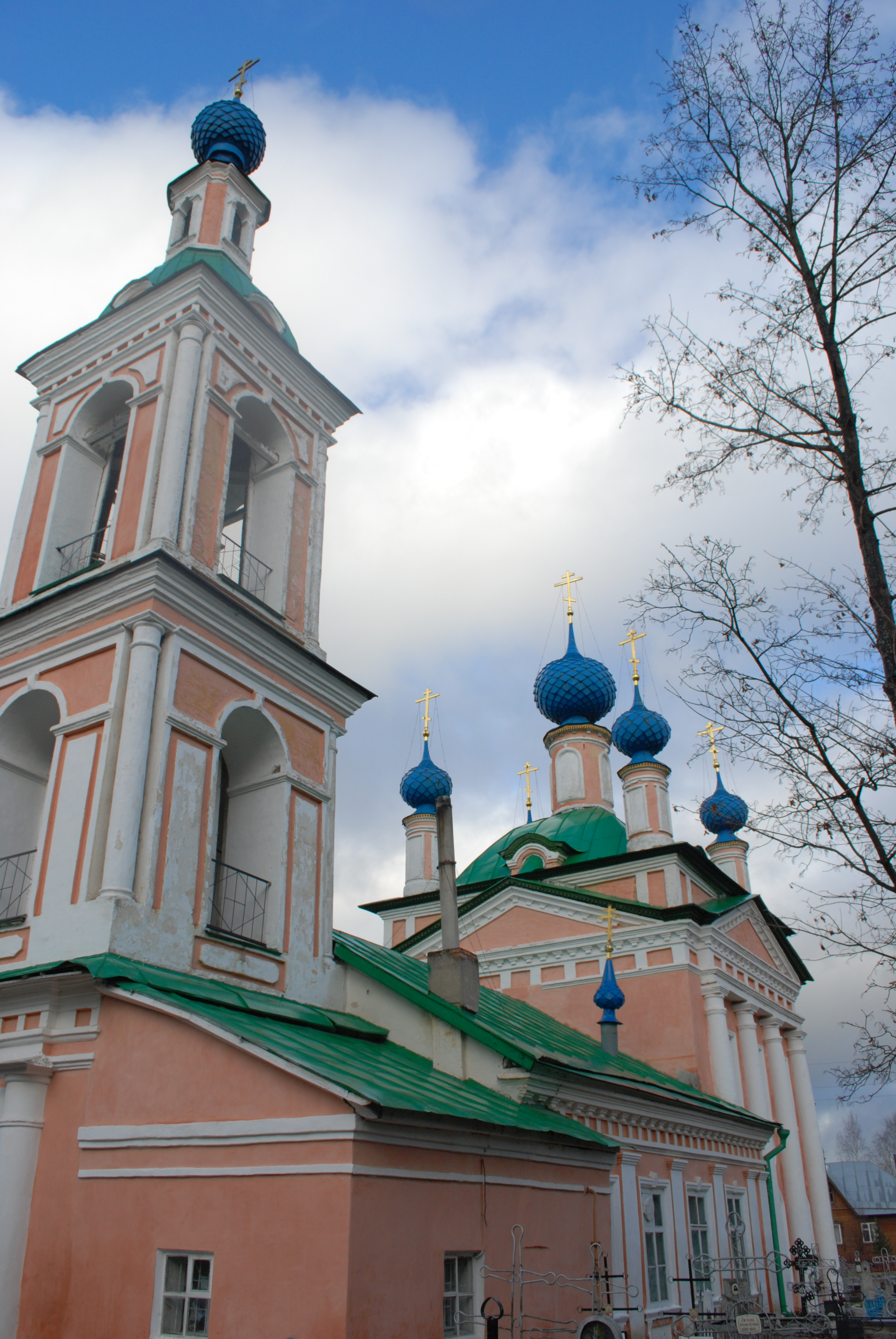
Колокольня.
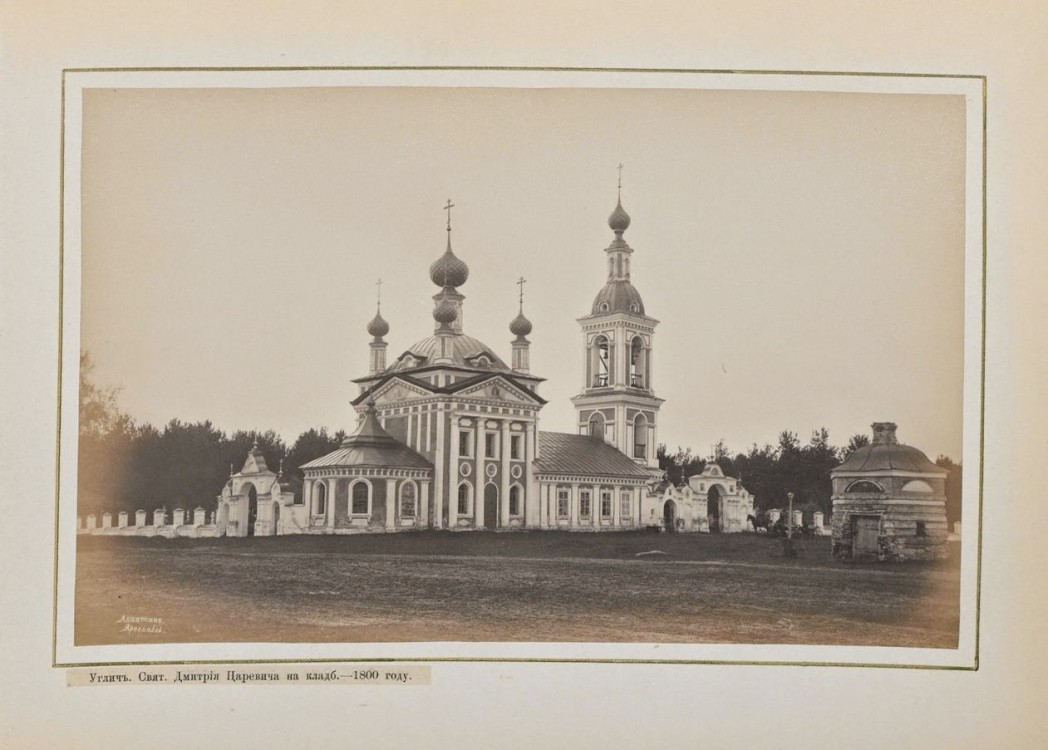
Дореволюционная фотография.